# Присяга Яна Казимира
«Присяга Яна Казимира» (пол. Śluby Jana Kazimierza) — картина польского художника Яна Матейко на исторический сюжет, созданная в 1893 году и оставшаяся незаконченной. Хранится в Национальном музее во Вроцлаве.

## Описание и судьба картины
На полотне размером 315 × 500 см изображено историческое событие, произошедшее 1 апреля 1656 года во Львове. В драматичный момент, когда большая часть Речи Посполитой была оккупирована войсками московского царя и короля Швеции, король Ян Казимир поклялся провести ряд реформ, чтобы расширить права шляхты и городского сословия, улучшить жизнь крестьянства. Эта клятва осталась неосуществлённой, и монарху пришлось впоследствии отречься от престола.
Ян Казимир изображён в левой части картины, стоящим на коленях перед алтарём. Слева от него стоит епископ Львова Ян Тарновский, стоящий слева от короля[a], на коленях за королём — его жена Мария Людвика, за ней гетман Стефан Чарнецкий, великий коронный маршал Ежи Себастьян Любомирский, коронный польный гетман Станислав Ланскоронский (он держит булаву), на коленях стоит великий коронный гетман Станислав Ревера Потоцкий, держит знамя князь Кшиштоф Збаражский. В крайнем левом углу картины у алтаря стоит воевода ленчицкий Ян Лещинский.
«Присяга Яна Казимира» стала последней картиной Матейко. Художник работал над ней с марта по октябрь 1893 года, до самой смерти. Отдельные фигуры в правой части полотна остались недорисованными. До 1945 года картина находилась в Национальной галерее во Львове, потом была передана Национальному музею во Вроцлаве.